# Суббараман Меенакші
Суббараман Меенакші (нар. 24 жовтня 1981, Нью-Делі) – індійська шахістка, гросмейстер серед жінок від 2004 року.

## Шахова кар'єра
У 1991-2001 роках кілька разів представляла Індію на чемпіонаті світу серед дівчат у різних вікових категоріях. 1998 року здобула в Решті титул віце-чемпіонки Азії серед дівчат до 20 років, а у 2001 році на таких самих змаганнях поділила 2-3-тє місце (разом з Танею Сачдев). 2000 року стала другою на чемпіонаті Індії. 2002 року досягнула значного успіху, дійшовши до чвертьфіналу турніру за Кубок світу, в якому програла Сюй Юйхуа. 2004 року здобула в Бейруті срібну медаль чемпіонату Азії.
Тричі брала участь у чемпіонатах світу, які проходили за олімпійською системою, кожного разу програючи свої матчі в 1-му раунді: у 2000 році Олені Заяц, у 2004 році Іветі Радзієвич і у 2006 році Тетяні Косинцевій. У 2000 і 2002 роках представляла Індію на шахових олімпіадах, а 2003 року – на командному чемпіонаті Азії (у команді Індія–B), де здобула бронзову медаль в особистому заліку на 1-й шахівниці.
Найвищий Рейтинг Ело в кар'єрі мала станом на 1 липня 2009 року, досягнувши 2357 балів ділила тоді 102-104 місця в світовому рейтинг-листі ФІДЕ, водночас займаючи 5-те місце серед індійських шахісток.